# Mackenzie-Papineau-Bataillon

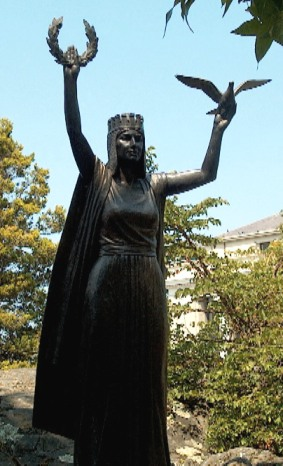
Denkmal für das Mackenzie-Papineau-Bataillon in Victoria, Britisch-Kolumbien

Das Mackenzie-Papineau-Bataillon (auch Mac-Paps genannt) war eine Einheit von Kanadiern, die als Teil der 15. Internationalen Brigade auf republikanischer Seite im Spanischen Bürgerkrieg kämpfte. Mit 1.546 Teilnehmern stellte Kanada im Verhältnis zu seiner Einwohnerzahl nach Frankreich das größte Kontingent bei den Internationalisten.

## Geschichte

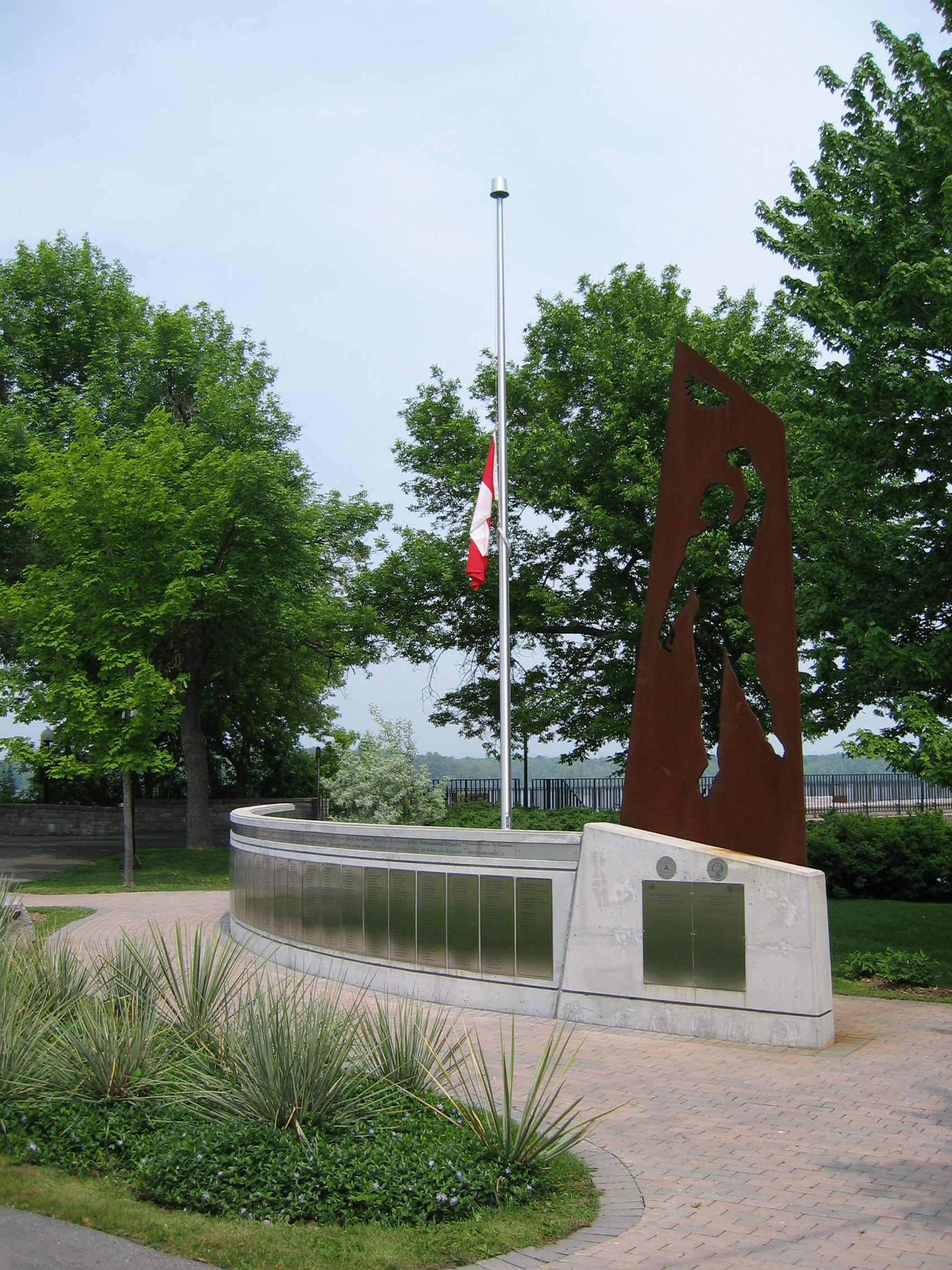
Mackenzie-Papineau-Denkmal in Ottawa

Die ersten Kanadier, die am Bürgerkrieg in Spanien teilnahmen, hatten sich hauptsächlich bei amerikanischen Einheiten, z. B. dem Lincoln-Bataillon und später dem nordamerikanischen Washington-Bataillon, mit jeweils ca. 40 kanadischen Teilnehmern eingeschrieben. Das Lincoln-Bataillon war an der Schlacht am Jarama beteiligt, bei der neun Kanadier fielen.
Im Februar 1937 verbot das Nicht-Interventionskomitee des Völkerbundes die Teilnahme ausländischer illegaler freiwilliger Kräfte am Bürgerkrieg. Bis April 1937 waren an die 500 Kanadier involviert und Anfang Mai wurde ein eigenes Bataillon formiert. Zwei Monate später wurde dieses Bataillon nach William Lyon Mackenzie und Louis-Joseph Papineau, den Anführern der Rebellionen von 1837 benannt.
Die Soldaten der Mac-Paps kamen aus allen Teilen Kanadas. Im Gegensatz zu den britischen und amerikanischen Brigaden, die einen hohen Anteil an Studenten und Intellektuellen aufwiesen, bestand die kanadische Einheit fast nur aus Arbeitern. Diese waren während der Großen Depression zur Linken gekommen und organisiert worden. Die Sowjetunion hatte die kommunistischen Parteien in der ganzen Welt aufgefordert, den spanischen Republikanern zu Hilfe zu kommen, und die Kommunistische Partei Kanadas folgte diesem Ruf.
Aber nicht nur Kommunisten reagierten: Es meldeten sich auch Anhänger anderer Parteien, wie der Co-operative Commonwealth Federation (CCF), der Liberalen Partei Kanadas sowie Parteilose. Im Großen und Ganzen hatten sie sich selbst über die Lage in Spanien und die möglichen Folge eines Sieges der Franquisten informiert. Darüber hinaus unterstützten auch viele moderate Gruppierungen die Republikaner und bildeten Komitees. Ein großer Teil der kanadischen Brigadisten stammte ursprünglich aus Europa, die meisten von ihnen aus Finnland und der Ukraine.
Im Juli 1937 entschloss sich die kanadische Regierung, die Teilnahme kanadischer Staatsangehöriger am Bürgerkrieg in Spanien zu verbieten. Daraufhin stellte das Komitee zur Unterstützung der spanischen Republik die Anwerbung von Soldaten ein, warb aber weiter um Krankenpersonal. Die Kommunistische Partei verfolgte die Rekrutierung von Soldaten aber weiterhin. Die Regierung verweigerte denen, von denen sie annahmen, dass sie nach Spanien wollten, die Ausstellung eines Passes und beauftragte die Royal Canadian Mounted Police, RCMP, die Bundespolizei, mit der Überwachung linker Aktivitäten im Lande.
Aus diesem Grunde mussten viele der Teilnehmer, um nach Spanien zu gelangen, unter falschen Angaben das Land verlassen. Die meisten reisten zunächst nach Toronto zum kanadischen Hauptquartier für die Anwerbung. Die Bewerber durchliefen ein Auswahlverfahren, mussten ihre bisherige Betätigung oder Unterstützung für die Linke nachweisen, oder wurden zurückgeschickt. Trinker- und Abenteurertypen, wie sie teilweise in europäischen Einheiten Aufnahme fanden, wurden ebenfalls abgelehnt. Somit verblieben jene, die sich wirklich dem Kampf gegen den Faschismus verpflichtet fühlten. Das relativ hohe Durchschnittsalter der Soldaten, 61,5 % waren über 30 Jahre alt, und das strenge Auswahlverfahren führten, wie sich später zeigte, zu einem kampfstarken und engagierten Verband. Von Toronto ging die Reise weiter nach Montreal, öfter aber nach New York, von wo die Passage über den Atlantik nach Frankreich angetreten wurde. Zu Fuß ging es dann über die Pyrenäen nach Spanien.
Vor ihrem Einsatz durchliefen die Neuankömmlinge eine Grundausbildung in Albacete, der Sammelstelle für alle internationalen Brigadisten. Die erste Kampferfahrung der Kanadier, die noch keine eigene Einheit hatten, erfolgte zwischen Februar und Juni 1937 bei Jarama in der Nähe von Madrid, gefolgt von der Schlacht von Brunete im Juli des gleichen Jahres. In Anerkennung ihres Beitrages in dieser Schlacht, und auch aus Nationalstolz, fiel die Entscheidung, das Mackenzie-Papineau-Bataillon als drittes Bataillon der XV. Internationalen Brigade aufzustellen.
Weiterhin kämpften die Mac-Paps in drei größeren Schlachten: die Schlacht von Teruel (Dezember 1937 bis April 1938), die Aragonoffensive (August bis Oktober 1938) und schließlich die Ebroschlacht (Juli bis September 1938).
Von der Entscheidung der spanischen Regierung am 21. September, 1938, unter Juan Negrín López, die Internationalen Brigaden aufzulösen, waren auch die Mac-Paps betroffen. Sechs Monate später, am 28. März, fiel Madrid in die Hände der Franquisten. In den Kämpfen für die Republik und zum Teil in den nach Ende des Bürgerkrieges folgenden Säuberungsaktionen kamen 721 Kanadier ums Leben.
Der Heimweg war, wie für viele Brigadisten, mit Steinen gepflastert. Die kanadische Regierung ignorierte weiterhin oder verfolgte sogar die Veteranen aus Spanien. Für die Überfahrt musste gesammelt werden; einige wurden in Frankreich verhaftet. Erst im Januar 1939 stimmte die Regierung der Rückkehr der Kämpfer nach Kanada zu. Bei ihrer Ankunft wurden viele von der RCMP verhört und viele bekamen keine Arbeit.   Viele der Mac-Pap-Veteranen fochten im Zweiten Weltkrieg; eine ganze Anzahl wurde aber auch wegen „politischer Unzuverlässigkeit“ als Soldaten abgelehnt.
Unabhängig vom Mackenzie-Papineau-Bataillon gelangten eine ganze Reihe Kämpfer aus Kanada nach Spanien, welche sich dort den jeweiligen nationalen Gruppen ihrer ursprünglichen Heimatländer anschlossen, z. B. Ukrainer. Das erleichterte u. a. die sprachliche Kommunikation vor Ort.

## Nachwirkung
In der gängigen kanadischen Geschichtsschreibung findet der Spanische Bürgerkrieg kaum Erwähnung. Obwohl Kanada kurz darauf als Alliierter einen Teil der Last im Kampf gegen den Nationalsozialismus auf sich nahm, fand der Kampf der Mac-Paps keine direkte Anerkennung. Erst 50 Jahre später fand ein offizielles Umdenken statt und die kanadische Regierung würdigt die Mitwirkung des Bataillons auf republikanischer Seite seit 17. Juni 1985, auf Vorschlag des Historic Sites and Monuments Board of Canada, als ein „nationales historisches Ereignis“.
Zum Gedenken an das Mackenzie-Papineau-Bataillon steht in Victoria, British Columbia, ein Denkmal. Ein nationales Denkmal wurde ihnen erst im Jahre 2001 in Ottawa eingerichtet. In diesem sind die Namen von 1546 kanadischen Freiwilligen eingraviert, die in Spanien dienten. Diese Zahl umfasst sowohl die kämpfenden Mitglieder des Bataillons, als auch die der medizinischen, Fernmelde-, Transport-, Übersetzungs- und anderer Einheiten.
Einer der bekanntesten Kanadier, die für ihren Dienst an Spanien geehrt wurden, ist der Arzt Norman Bethune, der die ersten mobilen medizinischen Armee-Einheiten während seines Einsatzes für die Republikaner entwickelte. Das Konzept führte er später in China in der 8. Marscharmee fort, einem der Vorläufer der Volksbefreiungsarmee. Als Arzt zählte er in Spanien nicht zum Mackenzie-Papineau-Bataillon, in dem es nur Kämpfer gab, sondern zu den medizinischen Kräften.

## Bibliographie
- Victor Howard (Hoar), Mac Reynolds: The MacKenzie-Papineau Battalion: Canadian participation in the Spanish civil war. Copp Clark Publ., 1969[3]
  - Neuaufl. Victor Howard, Mac Reynolds: The Mackenzie-Papineau Battalion: the Canadian contingent in the Spanish civil war. Carleton, Ottawa 1987
- William C. Beeching: Canadian volunteers. Spain 1936-1939. Universität Regina, Regina 1989 (Zeitzeugenbericht)
- Mark Zuehlke: The Gallant Cause. Canadians in the Spanish Civil War 1936 - 1939. Whitecap, Vancouver 1996 (in Google books einsehbar)
- Myron Momryk: "For your freedom and for ours." Konstantin (Milce) Olynyk, an Ukrainian volunteer from Canada in the International Brigades, in Canadian Ethnic Studies - Études Ethniques au Canada, Jg. 10, No. 2, 1988, S. 124–134
  - dsb.: Ukrainian volunteers from Canada in the International Brigades. Spain 1936, in Journal of Ukrainian Studies, 16, 1–2, 1991, S. 181–194
  - dsb.: Участь у громадянській війні в Іспанії Майроном Моміком - відкриття для виставки Музей Шевченка, Торонто, 19 березня 2004. = Uchastʹ u hromadyansʹkiy viyni v Ispaniyi Mayronom Momikom - vidkryttya dlya vystavky Muzey Shevchenka, Toronto, 19 bereznya 2004 (Auch in Englisch, nur als Tondokument: Participation in the Spanish Civil War. Opening address for an exhibition. Shevchenko-Museum, Toronto, 19. März 2004)
- Michael Petrou: Renegades. Canadians in the Spanish civil war. Vancouver 2008
- Ronald Liversedge: MacPap: Memoir of a Canadian in the Spanish Civil War. Hg. David Yorke. New Star Books, Vancouver 2013 (Zeitzeugenbericht)
  - A Story of Canadian Anti-Fascists in Spain: Ron Liversedge and the Publication of Mac-Pap. Der Hg. David Yorke gibt eine öffentliche Vorlesung, 21. März 2016, Simon Fraser University, Institute for the humanities, Vancity office of community engagement. Mit zahlreichen Bildern der Zeit.

Belletristik
- June Hutton: Underground: A Novel. Cormorant, Toronto 2009
  - Rezension, in Fictionalized realities, imagined histories. Contemporary Canadian literature about the Spanish Civil War, von Daniel Marcotte

## Filme
- Los Canadienses: Canadians in the Spanish Civil War 1936-1939. National Film Board of Canada, NFB/ONF 1975. Kamera: Albert Kish, 57 min. Dokumentarfilm, Interviews mit Veteranen. Film ansehen beim NFB/ONF
- To my son in Spain: Finnish Canadians in the Spanish Civil War. Dokumentarfilm 2008. Dir. Dave Clement, Buch: Saku Pinta, Stimme: Michelle Derosier. 42 min.